# Focke Teyens
Focke Teyens (Wijnjewoude, 1510 – Beetsterzwaag, 1578) was een grietman en bijzitter van Opsterland. Tevens is hij stamvader van het geslacht Fockens. In 1550 was hij in de hoedanigheid van grietman aanwezig bij de landsdag.
Focke was een zoon van Teye Aebeles en was gehuwd met Auck Broers Boelens. Ook zijn zoon Hepcko Fockens (1536-1614) was grietman van Opsterland.